# Каміль Брода
Каміль Брода (пол. Kamil Broda, нар. 19 липня 2001, Краків, Польща) — польський футболіст, воротар краківської «Вісли».

## Ігрова кар'єра

### Клубна
Каміль Брода народився у місті Краків і є вихованцем краківських футбольних клубів. Свою юнацьку кар'єру Каміль починав у клубі «Вавель», у 2014 році він приєднався до клубної академії краківської «Вісли».
Сезон 2021/22 воротар провів в оренді в клубі Другої ліги «Хойнічанка», якому допоміг піднятися до Першої ліги. Після оренди Брода повернувся до «Вісли». Першу офіційну гру в команді він провів 30 серпня 2022 року у кубковому матчі проти другої команди столичної «Легії». В чемпіонаті Брода дебютував 22 жовтня 2022 року у матчі проти «Подбескідзе».
В липні 2024 року Брода підписав з клубом новий контракт на два роки.

### Збірна
У 2019 році Каміль Брода брав участь у матчах юнацьких збірних Польщі.

## Титули
Вісла
 Переможець Кубка Польщі: 2023/24